# Helen Lynch
Pour les articles homonymes, voir Lynch.
Helen Lynch (6 avril 1900 - 2 mars 1965) est une actrice américaine du cinéma muet.

## Biographie
Helen Lynch est née à Billings (Montana), aux États-Unis où elle grandit. Après avoir gagné un concours de beauté dans sa ville natale, elle partit pour les studios de cinéma où elle eut des problèmes à obtenir des rôles et commença en tant que figurante en 1918. Elle fut considérée à une époque comme l'un des espoirs les plus prometteurs.
Durant sa carrière, elle participa principalement à des comédies, ce qui créa quelques conflits entre elle et les réalisateurs et producteurs, car elle souhaitait incarner des rôles plus dramatiques même si elle conservait un talent certain pour faire rire.
Elle tourna dans de nombreux films lors des années 1920 et n'eut que quatre petits rôles dans les années 1930. Elle apparut une dernière fois à l'écran dans le film Women without Names.
Elle fut l'une des treize WAMPAS Baby Stars de 1923.
Helen Lynch fut mariée à l'acteur Carroll Nye et mourut en 1965 à Miami Beach.

## Filmographie partielle
- 1918 : Business Before Honesty
- 1923 : Minnie
- 1923 : The Meanest Man in the World d'Edward F. Cline
- 1923 : Trois Femmes pour un mari (The Eternal Three)  de Marshall Neilan et Frank Urson
- 1925 : Oh Doctor !
- 1925 : La Femme de quarante ans (Smouldering Fires) de Clarence Brown
- 1926 : Return of Grey Wolf
- 1926 : Ferme au poste (My Own Pal) de John G. Blystone
- 1927 : Les Nuits de Chicago
- 1928 : Tu ne tueras pas ! (Ladies of the Mob) de William A. Wellman
- 1928 : Après la rafle (Romance of the Underworld) d'Irving Cummings
- 1928 : Condamnez-moi (Love and Learn) de Frank Tuttle

## Référence
- (en) Cet article est partiellement ou en totalité issu de l’article de Wikipédia en anglais intitulé « Helen Lynch » (voir la liste des auteurs).